# Breganze Cabernet riserva
Il Breganze Cabernet riserva è un vino DOC la cui produzione è consentita nella provincia di Vicenza.

## Caratteristiche organolettiche
- colore: rosso rubino scuro con riflessi granati
- odore: molto intenso, gradevole, caratteristico
- sapore: asciutto, robusto, giustamente tannico, con o senza presenza gradevole di legno

## Produzione
Provincia, stagione, volume in ettolitri
- nessun dato disponibile